# Paulo Tadeu
Paulo Tadeu Vale da Silva (Sobradinho, 24 de dezembro de 1967) é ex-deputado federal e distrital e atual conselheiro do Tribunal de Contas do Distrito Federal.
Paulo Tadeu nasceu em Sobradinho, Distrito Federal. Foi servidor da Companhia Energética de Brasília, tornando-se sindicalista membro da CUT. Foi filiado ao PT de 1986 a 2012. Disputou e elegeu-se deputado distrital no Distrito Federal nas eleições de 1998 sendo o mais jovem deputado do Distrito Federal naquela eleição. Reelegeu-se em 2002, e em 2006 como o deputado distrital mais votado. 
Em 2010 foi eleito deputado federal mais bem votado da história do PT no DF. Licenciou-se do mandato no ano seguinte para assumir o cargo de secretário de Governo do Distrito Federal no início da gestão de Agnelo Queiroz. Assumiu em seu lugar o suplente Roberto Policarpo.  Retornou em meados de 2012 para o exercício do mandato de deputado federal.
Em 26 de setembro de 2012 foi indicado pelo Governador do Distrito Federal, Agnelo Queiroz, como conselheiro do Tribunal de Contas do Distrito Federal, sendo aprovado por unanimidade pela Câmara Legislativa do Distrito Federal para substituir o conselheiro Ronaldo Costa Couto que se aposentou na mesma data. Foi empossado no cargo em 8 de outubro de 2012.
Foi presidente do Tribunal de Contas do Distrito Federal, pelo biênio 2021- 2022, e atualmente é ouvidor da Corte de Contas do DF. 

## Licenças
Licenciou-se do mandato de Deputado Federal, na Legislatura 2011-2015, para assumir o cargo de Secretário de Estado, a partir de janeiro de 2011. Reassumiu em 5 de junho de 2012.

## Renúncias
Renunciou ao mandato de Deputado Federal, na Legislatura 2011-2015, para assumir o cargo de Conselheiro do Tribunal de Contas do Distrito Federal, em 8 de outubro de 2012.

## Atividades Parlamentares
CÂMARA LEGISLATIVA DO DF - CLDF: Mesa: 1º Vice-Presidente, 2007-2008, 1º Secretário, 2002-2004; Comissão de Assuntos Sociais: Presidente, 2009 e 2001; Comissão de Desenvolvimento Econômico Sustentável, Ciência, Tecnologia e Meio Ambiente: 1º Vice-Presidente 2010 e 2002; Comissão de Economia, Orçamento e Finanças: 1º Vice-Presidente, 2005-2006; Comissão de Assuntos Sociais: Membro, 2002-2006; Comissão de Constituição e Justiça: Membro, 1999-2000; Comissão de Desenvolvimento Econômico e Sustentável: Membro; Comissão de Ciência, Tecnologia e Meio Ambiente: Membro, 2007-2008; Comissão de Economia, Orçamento e Finanças: Membro, 2003-2010; Comissão Ética e Decoro Parlamentar,1999-2000; CPI da Educação: Relator, 2005-2006; CPI da Codeplan: Relator, 2010 (CPI Caixa de Pandora).

## Mandatos
Deputado Distrital, DF, Partido: PT, Período: 1999 a 2002; 
Deputado Distrital, DF, Partido: PT, Período: 2003 a 2006; 
Deputado Distrital, DF, Partido: PT, Período: 2007 a 2010.
Deputado Federal, DF, Partido: PT, Período: 2011 e 2012.

## Atividades Profissionais e Cargos Públicos
Técnico em edificações da Encol, Brasília, DF, 1988 a 1989;
Eletricitário, Companhia Energética de Brasília (CEB), Brasília, DF, 1989;
Deputado Distrital, Brasília, DF, 1998 a 2010;
Deputado Federal, Brasília, DF, 2011 e 2012;
Secretário de Estado de Governo, Brasília, DF, 2011 a 2012.
Conselheiro do Tribunal de Contas do Distrito Federal, Brasília, DF, 2012 até hoje. 

## Atividades Sindicais Representativas de Classe Associativas e Conselhos
Diretor, Sindicato dos Trabalhadores nas Indústrias Urbanas, Brasília, DF, 1991-1997; 
Diretor, CUT, Brasília, DF, 1994-1997.

## Estudos e Cursos Diversos
Arquivologia, Universidade de Brasília, Brasília, DF, 2007-2010.
Técnico em edificações, Senai, Brasília, DF, 1987 - 1988.

## Obras Publicadas
Regime jurídico dos servidores civis do Distrito Federal: Lei 8.112 consolidada. 

Brasília: Câmara Legislativa do Distrito Federal, 2007.Co-Autor.